# Противоядие (альбом)
«Противоядие» — восьмой студийный альбом российской певицы Алёны Швец, выпущенный 11 марта 2022 года на лейбле Rainbow Flower. В альбом вошло 10 треков.

## Об альбоме
Альбом вышел 11 марта в полночь вместе с альбомом «Яд», пластинка является антиподом альбома «Яд»

## Отзывы

### Отзывы в специализированных музыкальных изданиях
По мнению Алексея Мажаева из InterMedia, два альбома («Яд» и «Противоядие») стали самыми масштабными в творчестве Алёны Швец. Критик отмечает, что «сознательно или нет Алёна Швец этим альбомом закрывает сразу несколько стилистических ниш, в том числе и те, которые пустуют, пока их обитатели обдумывают, как им дальше жить (и где)». По мнению рецензента «не факт, что слушатель будет готов принять сразу все эти ипостаси — видимо, поэтому ему и приготовили облегчённую „двустворчатую“ концепцию».
Перейдя к альбому критик считает, что «„Противоядие“ отличается менее хулиганским настроем и вообще маскируется под альбом о девичьих страданиях — однако едкие тексты доказывают, что лирическая героиня не так уж и страдает». Критик отметил треки «Волосы», «Сэд тинейджерс» и «Одиночество на вкус» сказав, что они «могли бы стать популярными песнями, но в середине пластинки слушателя ждут настоящие жемчужины». После этого рецензент отметил песню «Снежный вальс» сказав, что она «действительно вальс и при том потрясающе красивый». После критик перешел к следующим треку «Кладбище домашних животных» до этого критик сказал, что «Алёна возвращается к собственной стилистике». Трек «Взрослые» критик назвал «манифестом».
Алексей поставил двум альбомам 8 звёзд из 10
По мнению Бориса Барабанова из КоммерсантЪ «Алёна Швец сильно рисковала, когда решила выпустить фактически сразу два альбома». По мнению критика «Противоядие» — «примирительный и даже местами ласковый»

В обоих альбомах рецензент отметил:
На обоих альбомах полно потенциальных хитов: что бы ни происходило вокруг, проблематика девичьего пубертата вроде бы никуда из жизни не делась, есть девочки, и они взрослеют. Вот только разговор с «массами» сейчас непредставим или ассоциируется совсем с другой музыкой. Не с той, в которой контролирующие органы еще недавно искали «призывы к суициду». Массовый молодежный поп, пусть и с альтернативным окрасом, ждут не лучшие времена. Ему тяжело тягаться с реальностью. Но попытку засчитать все же стоит. 

— «Альбомы марта» — КоммерсантЪ, Борис Барабанов, 1 апреля 2022.
Собственное мнение исполнительницы
Про альбомы Алёна Швец сказала:
Названия двух частей альбома выбраны неспроста. Мы все прячем наши ранимые натуры, глубинные переживания и слабости за маской сарказма, самоиронии и внешней непоколебимости. Но это всего лишь «Яд». На самом деле в душе затаилось много горьких разочарований и травм, дающих всё новые трещинки. Но мы тщательно скрываем свои слабости, чтобы никто ими не воспользовался. Я решила приоткрыть эту дверцу и показать, что на каждый «Яд» найдётся своё «Противоядие».

## Чарты
Альбом попал на 18 место в российском чарте Apple Music.

## Продвижение
11 марта 2022 года певица отправилась в концертный тур по России. Тур начался 11 марта концертом в Уфе, а закончится 29 мая в Санкт-Петербурге.

## Трек-лист
Адаптировано под Apple Music
| №   | Название                     | Длительность |
| --- | ---------------------------- | ------------ |
| 1.  | «Диета»                      | 2:12         |
| 2.  | «Волосы»                     | 4:23         |
| 3.  | «Сэд тинейджерс»             | 2:37         |
| 4.  | «Одиночество на вкус»        | 2:16         |
| 5.  | «Кукольный домик»            | 3:01         |
| 6.  | «Снежный вальс»              | 5:56         |
| 7.  | «Звони из космоса»           | 4:37         |
| 8.  | «Кладбище домашних животных» | 2:31         |
| 9.  | «Выберу своё лучшее платье»  | 2:25         |
| 10. | «Взрослые»                   | 3:31         |